# The Mountain (álbum)
The Mountain é o terceiro álbum da banda inglesa de metal progressivo Haken, lançado a 2 de setembro de 2013 pela InsideOut Music, marcando o primeiro lançamento da banda com a gravadora. O primeiro single do disco, "Atlas Stone", foi lançado em 17 de julho.

## Conceito, composição e temática das letras
Os guitarristas Richard Henshall e Charlie Griffiths disseram sobre o álbum:
| “ | Para nós, The Mountain é simbólico de nossa jornada como uma banda, mas também reflete as provas e aflições da vida. Liricamente, fizemos bastantes buscas na alma o que deu a este álbum uma profundidade emocional com a qual nós temos certeza que nossos fãs irão realmente se relacionar, qualquer que seja a montanha que eles estejam escalando. Musicalmente, as novas canções são mais cruas e emocionais do que qualquer coisa que nós criamos no passado. Todos os elementos essenciais do nosso som ainda estão ali mas nós os entregamos de um jeito mais enérgico e focado. Nós realmente nos forçamos em todas as áreas e realmente acreditamos que este álbum é um passo a frente de qualquer trabalho anterior nosso... | ” |

Diferentemente de Aquarius e Visions, para os quais o vocalista Ross Jennings escreveu todas as letras, The Mountain traz participações de cada membro da banda. Em uma entrevista de 2016, Ross afirmou:
| “ | Eu ainda não estou certo de que o resto da banda entendeu completamente o que eu estava querendo atingir em termos de letras com Aquarius e Visions, o que eu acho que os deixou meio frios e, portanto, eles não podiam se relacionar com aqueles álbuns tão bem. Se você os perguntar hoje, eu ainda não acho que eles poderiam explicar as histórias ou os temas. Então quando foi hora de escrever o Mountain, todo mundo queria se envolver com aquela parte do processo (...) | ” |

De acordo com o tecladista Diego Tejeida, a banda "não quis estabelecer fronteiras para como nós queríamos que o álbum soasse". Ele adicionou também que "The Mountain foi tangencialmente influenciado pela música dosanos 1970, ao mesmo tempo que nós jogamos algumas influências não relacionadas ao progressivo como: música ambiente, soul, jazz, synthpop dos anos 1980, minimalismo ou até aquelas baterias Glitch-Hop em 'Because It's There'."
O baterista Raymond "Ray" Hearne adicionou que "The Mountain passou por vários caminhos diferentes nas letras até materializar sua forma final. Nós inicialmente tínhamos algumas ideias quase-conceituais mas logo começamos a perceber que isso é um pouco constritivo de mais então nós escolhemos cada um uma ou duas canções. [...] Cada um escolheu as canções que mais conversavam conosco pessoalmente. Então tentamos refletir essa música com nossas palavras e vice-versa. Logo ficou claro que isso era uma grande decisão colaborativa quando nós todos começamos a realmente entender o que cada um de nós criou e fomos capazes de ajudar uns aos outros em qualquer direção musical/lírica que eles possam ter precisado. Foi um processo verdadeiramente colaborativo."
O guitarrista e tecladista Richard Henshall disse que a banda queria soar mais "elemental" que em seu trabalho anterior, Visions. "Nós usamos isso como uma norma rudimentar e seguimos com nosso fluxo natural. [...] Para mim, o que nós conseguimos no fim é mais a expressão honesta de nossas emoções e sentimentos.
Segundo o vocalista Ross Jennings, a faixa longa "Falling Back to Earth" consiste de duas partes ("Rise" e "Fall"; "ascensão" e "queda" em português). A primeira é baseada na história de Ícaro e aborda o tema da "ambição, fracasso e perseverança, usando a metáfora das asas e voar muito próximo do sol para representar como nós aceitamos desafios na vida e o desejo de provar algo às pessoas." A segunda parte é inspirada pela iconografia da ficção científica, "observando o que nós somos e o mundo à nossa volta quando caímos, e a humildade necessária para pedir perdão e aceitação aos outros. A ascensão e queda dessa canção aparece apropriadamente como a faixa central desse álbum".
Uma versão encurtada de "Cockroach King" recebeu um vídeo promocional com versões The Muppets dos membros fabricadas por Charlie e manipulados por Pete e Ross. Segundo Diego, a ideia era fazer um vídeo com toques cômicos para todas as idades, "longe do protocolo de seriedade requisitado por um vídeo de rock/metal".

## Recepção da crítica
| Críticas profissionais | Críticas profissionais |
| Avaliações da crítica  | Avaliações da crítica  |
| Fonte                  | Avaliação              |
| ---------------------- | ---------------------- |
| Metal Underground      | [ 7 ]                  |
| Ghost Cult Magazine    | [ 8 ]                  |
| Sea of Tranquility     | [ 9 ]                  |
| The Monolith           | [ 10 ]                 |

The Mountain foi bem recebido pela crítica.
Conor Fynes do Prog Sphere o considerou "bem provavelmente o maior lançamento de metal progressivo até agora em 2013", e apontou que "a influência de bandas como Dream Theater e King Crimson são sem dúvidas evidente, mas o Haken finalmente reclamou propriedade de um som próprio. Contudo, ele criticou as letras, afirmando que elas "tendem a soar melosas e grosseiras como sempre foram", embora ainda apontando melhoras na escrita se comparado aos dois álbuns anteriores.
Anso DF do MetalSucks considerou The Mountain "uma odisséia superlonga, indulgente e ocasionalmente irritante", mas afirmou que "os fãs de Porcupine Tree e Katatonia amarão as melodias temperamentais de The Mountain, se não seus voos de tolices desnecessárias. Os últimos atormentarão aqueles com um humor para diversão no estilo Petrucci, apesar de que ficarão insatisfeitos com a infrequência de riffs pesados. Basicamente, ele mal é pesado o suficiente para diferí-lo do Cairo. Mas não muito pesados para abrir uma turnê conjunta do Devin Townsend e Zamfir."
Steven Reid do Sea of Tranquility disse que o álbum  é "cegantemente técnico", mas "não soa como um exercício de como conseguir o melhor de qualquer instrumento". Ele também afirmou que "todo instrumentalista toma a dianteira, mas nunca de forma egoísta demais para dar um grande passo para trás quando a necessidade surge." Kevin do The Monolith chamou-o de "um álbum fantástico que combina elementos de todo o espectro musical, ostentando jazz, progressivo clássico, rock progressivo moderno e metal como influências principais, conquanto tece toques de coral, funk e soul, também. Tem uma escrita fantástica, musicalidade incrível, um tema realmente pessoal e relacionável, e soa claro como um sino."
Roger T, também do Prog Sphere, deu ao álbum uma resenha mista, afirmando que "o Haken fez uma corrida de carrinhos de compras no supermercado do progressivo, pegando todas as influências em que eles poderiam colocar suas mãos impacientes, às vezes por atacado, e o produto final é vertiginoso em sua ambição e escopo." Contudo, ele elogiou algumas canções como "Cockroach King", em que ele notou influências vocais do Gentle Giant e "Because It's There", descrita por ele como "um exemplo de escrita e arranjo de alta habilidade".
O álbum foi citado pelo tecladista do Dream Theater Jordan Rudess, bem como pelo ex-baterista Mike Portnoy, como um dos dez melhores álbuns de 2013 para eles. Em 2024, foi eleito pela Loudwire como um dos 10 álbuns de metal progressivo mais "esquisitos" de todos os tempos.

## Faixas
| N.º            | Título                  | Duração |  |
| 1.             | "The Path"              | 2:46    |  |
| 2.             | "Atlas Stone"           | 7:32    |  |
| 3.             | "Cockroach King"        | 8:14    |  |
| 4.             | "In Memoriam"           | 4:17    |  |
| 5.             | "Because It's There"    | 4:23    |  |
| 6.             | "Falling Back To Earth" | 11:50   |  |
| 7.             | "As Death Embraces"     | 3:13    |  |
| 8.             | "Pareidolia"            | 10:50   |  |
| 9.             | "Somebody"              | 9:00    |  |
| Duração total: | Duração total:          | 62:05   |  |

Faixas bônus da edição limitada
| N.º            | Título              | Duração |  |
| 10.            | "The Path Unbeaten" | 2:12    |  |
| 11.            | "Nobody"            | 4:53    |  |
| Duração total: | Duração total:      | 69:10   |  |

## Músicos
- Ross Jennings - vocais
- Richard "Hen" Henshall - Guitarra e teclados
- Charlie Griffiths - Guitarra
- Thomas MacLean - baixo
- Ray Hearne - Bateria, Tuba, Djembe
- Diego Tejeida - Teclados